# Данаил Зойчев
Данаил Зойчев е български революционер, деец на Вътрешната македоно-одринска революционна организация.

## Биография
Данаил Зойчев е роден в Прилеп в Османската империя, днес в Северна Македония. Занимава се с търговия. Присъединява се към ВМОРО. През есента на 1907 година на конгреса на Прилепския революционен район е избран за член на околийския комитет на ВМОРО. Данаил Зойчев е баща на Васка Зойчева.